# A Dama do Lotação
A dama do lotação é um conto clássico do escritor brasileiro Nélson Rodrigues, publicado entre 1951 e 1961 na coluna A vida como ela é..., do jornal Última Hora. Foi adaptado para o cinema sob o mesmo título em 1978 e republicado em 1992, no livro A Dama do Lotação e Outros Contos e Crônicas.